# Asylum Records
Asylum Records je americká hudební vydavatelství, které v roce 1971 založili David Geffen a Elliot Roberts. Prvním umělcem na labelu byl Jackson Browne, později pod toput značkou vydávali svá alba například Tom Waits, Linda Ronstadt, Joni Mitchell nebo Eagles.

## Hudebník
- Joni Mitchell
- Jackson Browne
- Partners-N-Crime
- Bob Dylan
- Eagles
- Partners-N-Crime
- Paul Wall
- Mike Jones
- Potzee
- Bun B
- D4L
- Lil Boosie
- Webbie
- Geto Boys,Hip hop
- Lil Wyte
- Cam'Ron
- Juvenille,Hip hop